# 鈴木南名子
鈴木 南名子（すずき ななこ、9月18日-）は、日本の女性声優、VketRealプロデューサー。
東京出身。ジャストプロ所属。

## 経歴
元システムエンジニアで、2015年より声優事務所の有限会社オフィス薫に所属。その後、声優事務所の株式会社スペルバウンドを経て、2019年より株式会社ジャストプロ所属となる。

## 人物
- 声優とVketRealプロデューサーの二足の草鞋で活動[5]。
- 趣味は、ゲーム・ちょっとした動画を編集すること・世界終末系の映画やドラマを見ること[3]。フットサルや、化学とか宇宙について知ることも上げている[9]。特技はイラストを描くこと[3]。
- 猫の【鈴木・M・ライアン】通称：【まろ】を飼っている[10]。

## 出演
太字はメインキャラクター。

### アニメ
- MOKURI（モクリ）（ペチカ[3]）

### ゲーム
- デスティニーチャイルド（アンプル[3]）
- ホップステップジャンパーズ（レミントン[3]）
- 共闘ことばRPGコトダマン（ソケットシー、オーロラホタル、ネージュエル、クロリケル、デンジボクサー[3]）
- ルナ・クロニクルR（リルシー、アシュリー[3]）
- ガンダムコンクエスト（アクアオペレーター[3]）
- OBAKATEN 新感覚!10秒おバカ動画コミュニティ!（お題音声[3]）
- 空と大地のクロスノア（レナ[3]）
- 幻獣姫（いろは[3]）
- ICARUS ONLINE（NPC[3]）
- ARK SPHERE（NPC[3]）

### アニメPV
- 集英社スーパーダッシュ文庫【著者も出演!?】『俺たちのコミュ力がもはや学園異能バトル』発売記念【キャラが歌う寸劇付きPV!】（小山内蓉子[3]）

### ラジオ
- 文化放送『智一・美樹のラジオビッグバン』(BGP候補生として[3])
- 文化放送「第10回 声優アワード」特別ラジオ番組『青木瑠璃子の声優アワードナビゲーション!』(新人発掘オーディション合格者ゲストとして[3])
- バーチャルマーケット３「セブンイレブンバーチャルマーケット３店内ラジオ」（ラジオパーソナリティ[3]）

### ラジオCD
- かなえる学園～夢のカケラを追いかけて 輝く夏の奇跡～（ななちゃん先生[11]）

### ナレーション
- テレビ東京『2017年 テレ東、感謝のお年玉キャンペーン』(WebCM[3])
- こどもチャレンジプチ（特典DVD[3]）
- こどもチャレンジポケット（特典DVD[3]）

### 舞台
- たんぽぽの（2015年、女性客[3]）
- キラキラ☆kill a killer（月島クリスチーネよし子[3]）

### その他
- ガンダムコンクエスト配信、イベント(応援団員[3])
- ガンホーフェスティバル2017（影ナレーション[3]）
- IVRカフェ「V kawaii道場」（バ美ボアドバイザー[12]）
- ラノゲLive(仮)（アシスタントMC[13]）
- 共闘ことばRPGコトダマン（アシスタント[14]）
- HIKKIYのこもり部屋（生配信、MC[3]）
- ROGLIVE/ASUS（生配信、MC[3]）
- あつまりたいの！（トークイベント[3]）
- バーチャルマーケットワールド内音声[3]
- 開拓！モクペチ放送局！（ペチカ[3]）
- リアル出張版！かなえる学園 「夏だ！浴衣だ！納涼祭 in VketReal」スペシャルステージ（ななちゃん先生[11]）
- XRメタバース「メタバースアーティストとメタバース好き声優によるバーチャル体験会！」（MC[15]）